# Jorma Koivulehto
Jorma Juhani Koivulehto, född 12 oktober 1934 i Tammerfors, död 23 augusti 2014 Helsingfors, var en finländsk filolog.
Koiuvulehtos språkintresse väcktes under studietiden vid Tammerfors klassiska lyceum; han influerades särskilt av tyskläraren Reino Hietaranta. Efter avlagd studentexamen 1953 följde studier vid Helsingfors universitet: germansk filologi för Emil Öhmann som huvudämne, samt latin, romersk litteratur och engelsk filologi. Han blev magister 1958 på en avhandling om latinska lånord i en fornhögtysk översättning av Tatianus, för vilken har erhöll laudatur, det högsta vitsordet.
Han blev filosofie doktor 1971. Som biträdande professor 1973–1983 och professor i germansk filologi vid Helsingfors universitet 1983–1998 ägnade han sig åt forskning i indoeuropeiska lånord i finska språket och fortsatte därmed den historisk-komparativa forskningstradition som i Finland har sitt ursprung i sent 1700-tal. Han innehade 1988–1993 en forskarprofessur vid Finlands Akademi.
I en serie skrifter, bland annat Indogermanisch-Uralisch: Lehnbeziehungen oder (auch) Urverwandschaft? (1994) och Zur indogermanisch- germanischen kontinuität in der Nachbarschaft der Finnougrier (1995), lade Koivulehto fram en teori om åldersskiktningen av lånord som innebär att tidigare uppfattningar om de indoeuropeiska lånordens art och omfattning i finskan kunnat revideras, liksom även synen på Finlands förhistoria. Han menade att de äldsta lånorden går tillbaka till bronsåldern, vilket indikerar att finnar vid denna tid var bosatta vid Östersjön.

## Utmärkelser
- Riddartecknet av I klass av Finlands Vita Ros’ orden,  1994[2]

[Redigera Wikidata]